# Estação Partisanskaia
Partisanskaia (em russo:  Партизанская) é uma das estações da linha Arbatsko-Pokrovskaia (Linha 3) do Metro de Moscovo, na Rússia. Estação «Partisanskaia» está localizada entre as estações «Semionovskaia» e «Ismailovskaia».